# Thrillerhoorspel
Een thrillerhoorspel is een hoorspelgenre waarin sprake is van een bijzondere spanning.
Hoewel thrillerhoorspelen net als in boeken en films een afzonderlijk genre vormen, worden ze vaak gecombineerd met elementen van andere hoorspelgenres zoals avontuur, detective, misdaad en spionage. 